# Battaglie dei Sette Giorni
Le battaglie dei sette giorni furono una serie di 6 importanti battaglie combattute nell'arco di tempo di sette giorni, dal 25 giugno al 1º luglio 1862, presso Richmond, nella guerra di secessione americana nel corso della Campagna peninsulare.
Il generale confederato Robert E. Lee contrastò l'unionista Armata del Potomac condotta dal maggior generale George B. McClellan, sospingendola da Richmond verso la Penisola della Virginia. Tale serie di battaglie è talora erroneamente conosciuta come campagna dei sette giorni, mentre non è una campagna a sé stante, ma piuttosto il culmine della Campagna Peninsulare.

## Inizio della Campagna peninsulare

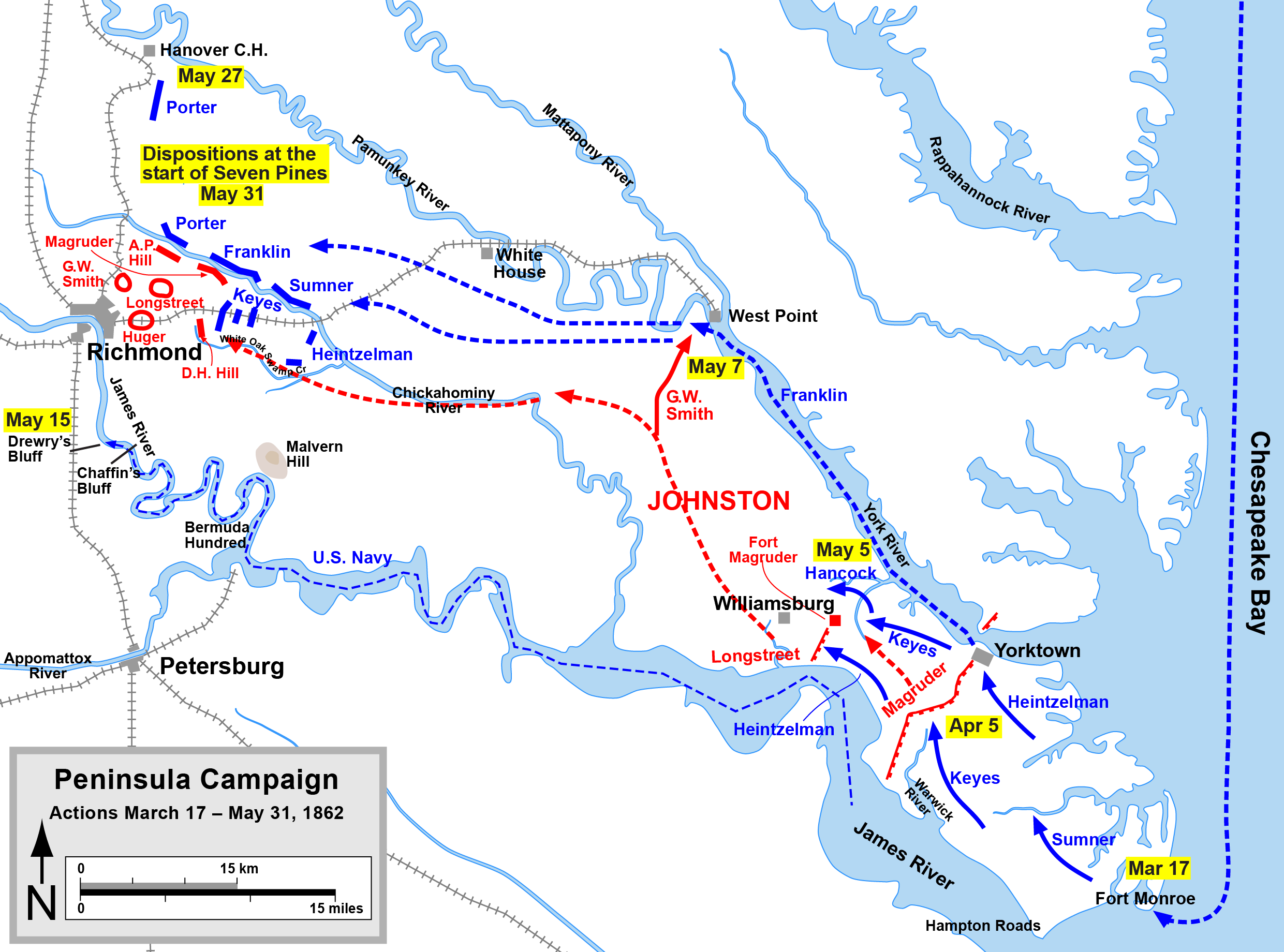
Campagna peninsulare. Mappa degli avvenimenti fino alla Battaglia di Seven Pines

La Campagna peninsulare fu un fallito tentativo di McClellan di conquistare la capitale confederata di Richmond e di metter fine alla guerra. Iniziò nel marzo 1862, quando McClellan sbarcò la sua Armata del Potomac a Fort Monroe all'estremità della Penisola della Virginia.
Spostandosi con lentezza e cautela per la Penisola, McClellan combatté una serie di battaglie minori e assediò il generale Joseph E. Johnston, che fu ugualmente prudente nella difesa della sua capitale, ritirandosi passo dopo passo lungo le sei miglia che lo separavano da Richmond. Lì, la battaglia di Seven Pines (nota anche come "Battaglia di Fair Oaks") ebbe luogo tra il 31 maggio e il 1º giugno 1862.
Si trattò di un pareggio tattico ma ebbe conseguenze di ampia portata per la guerra. Johnston fu ferito e sostituito dall'assai più aggressivo generale Robert E. Lee. Lee trascorse un mese circa ad allungare le sue linee difensive e a organizzare la sua Armata della Virginia Settentrionale; McClellan agevolò tutto ciò, assistendo passivamente a quanto avveniva fino allo scoppio delle battaglie dei Sette Giorni. Lee, che s'era anch'egli guadagnato la fama di persona prudente all'inizio della guerra, sapeva di non avere alcuna superiorità numerica su McClellan, ma pianificò una campagna offensiva che sottolineò la natura aggressiva con cui egli intendeva caratterizzare la sua azione per tutto il resto della guerra.

## Forze opposte
Più di 200.000 uomini erano presenti fra le due Armate che combatterono le battaglie dei sette giorni, sebbene l'inesperienza o la cautela dei generali coinvolti impedisse spesso un'appropriata concentrazione di forze tale da conseguire una decisiva vittoria tattica.
Da parte confederata, l'Armata della Virginia Settentrionale di Lee era più forte di quella che aveva ricevuto in eredità da Johnston e, con i suoi quasi 90,500 soldati, era più numerosa di ogni esercito che avrebbe mai comandato in futuro e di essa facevano parte:
- Il maggior generale Thomas J. "Stonewall" Jackson, arrivato giusto in tempo dopo le vittorie raccolte nella Campagna della Valle, comandava una forza consistente nella sua propria Divisione (ora agli ordini del brigadiere generale Charles S. Winder) e in quelle del maggior generale Richard S. Ewell, del brigadiere generale William H. C. Whiting e del maggior generale Daniel H. Hill.
- La divisione leggera del maggior generale Ambrose P. Hill (chiamata così per il suo bagaglio leggero e perché in grado di manovrare e colpire con rapidità) che includeva le brigate dei brigadier generali Charles W. Field, Maxcy Gregg, Joseph R. Anderson, Lawrence O'Bryan Branch, James J. Archer e William Dorsey Pender.
- La divisione del maggior generale James Longstreet, incluse le brigate dei brigadier generali James L. Kemper, Richard H. Anderson, George E. Pickett, Cadmus M. Wilcox, Roger A. Pryor e Winfield Scott Featherston. Anche Longstreet ebbe il comando operativo della divisione leggera di Hill.
- Il maggior generale John B. Magruder che comandava le divisioni del maggior generale Lafayette McLaws, del brigadier generale David R. Jones e la Divisione stessa di Magruder, comandata dal brigadier generale Howell Cobb.
- La divisione del maggior generale Benjamin Huger, consistente nelle brigate dei brigadier generali William Mahone, Ambrose R. Wright, Lewis A. Armistead e Robert Ransom, Jr..
- La divisione del maggior generale Theophilus H. Holmes, comprendente le brigate dei brigadier generali Junius Daniel, John G. Walker, Henry A. Wise e la brigata di cavalleria del brigadier generale J.E.B. Stuart.

L'Armata del Potomac di McClellan, forte di circa 105.000 uomini, era in gran parte strutturata come al momento della battaglia dei Sette Pini e risultava così composta:.
- II Corpo del brigadier generale Edwin V. Sumner che comandava: le divisioni dei brigadier generali Israel B. Richardson e John Sedgwick.
- III Corpo del brigadier generale Samuel P. Heintzelman che comandava le divisioni dei brigadier generali Joseph Hooker e Philip Kearny.
- IV Corpo del brigadier generale Erasmus D. Keyes che comandava le divisioni dei brigadier generali Darius N. Couch e John J. Peck.
- V Corpo del brigadier generale Fitz John Porter che comandava le divisioni dei brigadier generali George W. Morrell, George Sykes e George A. McCall.
- VI Corpo del brigadier generale William B. Franklin che comandava le divisioni dei brigadieri generale Henry W. Slocum e William F. “Baldy” Smith.
- Forze di riserva includenti la riserva di cavalleria sotto il brigadier generale Philip St. George Cooke (suocero di Jeb Stuart) e la sussistenza basata a White House Landing sotto il brigadier generale Silas Casey.

## Piano di Lee
Simile al piano di Johnston ai Sette Pini, il piano d'attacco di Lee era complesso e richiedeva un coordinamento ben curato e una perfetta esecuzione da parte dei suoi subordinati. Fu sviluppato in una riunione del 23 giugno. Le forze dell'Unione sul suo fronte consistevano in circa 30.000 uomini al comando di Porter sulla sponda settentrionale del fiume Chickahominy; i restanti 60.000 soldati al fronte erano sparpagliati a sud. Lee indicò a Jackson di aggredire il fianco destro di Porter alle prime luci del giorno 26 giugno e A.P. Hill si sarebbe dovuto muovere da Meadow Bridge al Beaver Dam Creek, che s'immetteva nel Chickahominy, avanzando verso i trinceramenti federali. (Lee si attendeva, alquanto speranzosamente, che Porter avrebbe abbandonato le sue trincee sotto la pressione confederata, aggirando la necessità di un diretto attacco frontale). A seguire, Longstreet e D.H. Hill sarebbero passati attraverso Mechanicsville e si sarebbero uniti alla battaglia. Huger e Magruder avrebbero operato manovre diversive sul loro fronte per distrarre McClellan, secondo la reale intenzione di Lee. Lee sperava che Porter sarebbe stato soverchiato da due parti dalla massa di 65.000 uomini della Confederazione e le due Divisioni di Lee si sarebbero mosse su Cold Harbor e avrebbero tagliato le comunicazioni di McClellan con White House Landing. Sfortunatamente per Lee, l'esecuzione di questo piano fu seriamente compromessa.

## Battaglie

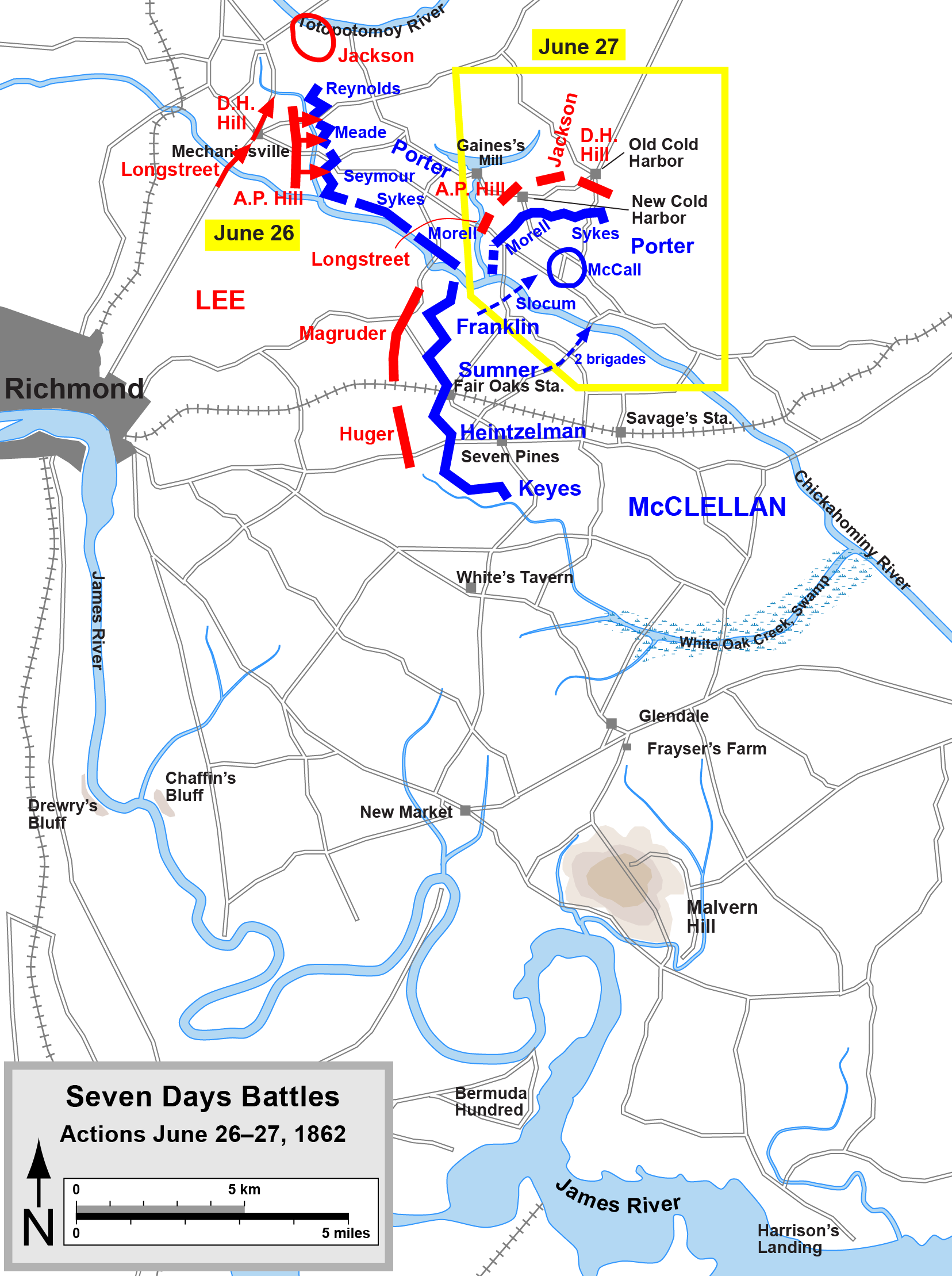
Battaglie dei Sette Giorni, 26–27 giugno 1862

Battaglia di Oak Grove (25 giugno 1862) 
Uno scontro minore che si ebbe prima delle principali battaglie dei sette giorni. Nel tentativo di spostare i cannoni d'assedio più vicino a Richmond e respingere i picchetti confederati, le forze unioniste di Hooker attaccarono attraverso un acquitrino, senza creare però alcun impaccio all'assalto confederato che sarebbe partito la mattina seguente.
 Battaglia di Beaver Dam Creek (26 giugno 1862) 
Beaver Dam Creek (Ruscello della diga del castoro), o Mechanicsville, fu il primo importante combattimento dei Sette Giorni. Jackson si mise in moto lentamente senza alcun collegamento e alle 15,00, A.P. Hill si spazientì e cominciò il suo attacco senza aver ricevuto ordini. Ne scaturirono due ore di intenso combattimento fra Hill e la Divisione di McCall. Porter rafforzò McCall con le brigate dei brigadier generali John H. Martindale e Charles Griffin ed estese e irrobustì così il suo fianco destro. A.P. Hill fu respinto e si concentrò lungo il corso del Beaver Dam Creek e l'Ellerson's Mill (Il mulino degli Ellerson). Jackson e il suo comando arrivarono nel tardo pomeriggio ma, incapace di rintracciare A.P. Hill o D.H. Hill, non fece nulla.
Sebbene uno scontro importante fosse stato furiosamente combattuto corpo a corpo, Jackson ordinò alle sue truppe di bivaccare per la notte. Contando ora su Longstreet e con D.H. Hill alle sue spalle, A.P. Hill proseguì il suo attacco, a dispetto degli ordini di Lee di tenere il terreno. Il suo assalto fu respinto con gravi perdite confederate. Sebbene fosse stata una vittoria tattica unionista, questo fu l'inizio di una sconfitta strategica. McClellan, ritenendo che le manovre diversive di Huger e Magruder a meridione del fiume significassero che egli era in grave inferiorità numerica, arretrò verso SE e non riacquistò più l'iniziativa.
 Battaglia di Gaines' Mill (27 giugno 1862) 
Lee continuò nella sua offensiva, lanciando il più vasto attacco confederato della guerra che ebbe curiosamente luogo quasi nella medesima posizione in cui si terrà nel 1864 la Battaglia di Cold Harbor, che ebbe un numero totale di perdite quasi uguale. Le forze dell'Unione erano ora concentrate in un semicerchio, con Porter che piegava la sua linea verso un saliente orientato in senso E-O a settentrione del fiume mentre il suo corpo a meridione di esso rimaneva nella sua posizione originaria. Porter ricevette l'ordine di McClellan di tenere Gaines' Mill ad ogni costo, così che l'esercito potesse cambiare la sua base di rifornimenti verso il fiume James. Numerosi dei suoi sottoposti lo esortarono ad attaccare Magruder, ma egli aveva ancora timore del vasto numero di confederati che egli pensava fosse davanti a lui. A.P. Hill riprese il suo attacco attraverso Beaver Dam Creek nella prima mattinata, ma trovò la linea debolmente difesa. Nel primo pomeriggio, si urtò con forza con Porter, dispiegato lungo il Boatswain's Creek e il terreno acquitrinoso fu il maggior ostacolo all'attacco. Visto che Longstreet era arrivato dalla parte meridionale tenuta da A.P. Hill, egli s'avvide della difficoltà d'attaccare su quel terreno e rimandò l'azione al momento in cui Jackson avrebbe potuto attaccare sulla sinistra di Hill.
Una volta ancora, tuttavia, Jackson tardò. D.H. Hill attaccò il fianco destro federale e fu bloccato da Sykes, cosicché egli dovette arretrare in attesa dell'arrivo di Jackson. A Longstreet era stato ordinato di condurre un attacco diversivo per stabilizzare le linee finché Jackson fosse stato in grado di arrivare e di attaccare da nord. In tale attacco la Brigata di Pickett fu respinta da un severo fuoco avversario che causò pesanti perdite. Jackson infine giunse alle 15,00 e fu completamente disorientato dopo un giorno di inutili marce e contromarce. La linea di Porter fu salvata dalla Divisione di Slocum che prese posizione. Poco dopo il calar delle tenebre, i Confederati eseguirono un altro attacco, scarsamente coordinato, ma che stavolta riuscì a travolgere la linea nordista. La Texas Brigade del brigadier generale John Bell Hood aprì un varco nella linea e la brigata di Pickett effettuò il suo secondo tentativo della giornata. Una volta ancora Magruder fu in grado di proseguire nella sua azione ingannatrice nei confronti di McClellan a sud del fiume, tenendo impegnati 60.000 unionisti mentre l'azione più impegnativa si svolgeva a settentrione di essi. Alle 16:00 del 28 giugno, Porter arretrò attraversando il Chickahominy e bruciando dietro di sé i ponti.
Quella notte McClellan ordinò alla sua intera Armata di retrocedere sulla base sicura di Harrison's Landing, sul James. Le sue azioni hanno sconcertato fino ad oggi gli storici. Era in quel momento in una posizione sicura, avendo resistito a forti attacchi confederati, mentre aveva impegnato solo uno dei suoi Corpi d'Armata in battaglia. Porter s'era comportato bene contro diversi pesanti attacchi. Inoltre, McClellan era stato informato che il Dipartimento della Guerra aveva creato una nuova Armata della Virginia, ordinando che fosse inviata nella Penisola per rinforzarlo. Ma Lee l'aveva innervosito ed egli aveva perduto l'iniziativa. Inviò un telegramma al Ministro della Guerra che includeva la incredibile affermazione: «Se ora salvo l'Armata, vi dico chiaramente che non devo ringraziare voi o nessun'altra persona a Washington—avete fatto del vostro meglio per sacrificare questa Armata». (Il Dipartimento Telegrafico Militare optò per omettere questa frase dalla copia consegnata al Ministro).
McClellan ordinò al IV Corpo di Keyes di muovere e ovest di Glendale e di proteggere la ritirata, e a Porter di muovere verso l'altura di Malvern Hill per organizzare posizioni difensive. Ai carri dei rifornimenti fu ordinato di spostarsi a sud verso il fiume. McClellan stesso partì per Harrison's Landing senza specificare alcuna precisa via di ritirata e senza designare un suo secondo al comando. Per il resto dei Sette Giorni non avrebbe impartito comandi diretti della battaglia.
 Battaglia di Garnett's & Golding's Farm (27–28 giugno 1862) 
Essa fu più che altro una dimostrazione minore di forza dei confederati che attaccarono a sud del fiume, come continuazione dell'azione di Gaines' Mill. Come conseguenza delle dimostrazioni attuate da Magruder, le brigate del colonnello George T. Anderson e del brigadier generale Robert Toombs impegnarono pesanti combattimenti contro la Brigata del brigadier generale Winfield S. Hancock. Gli attacchi furono facilmente respinti ma servirono a innervosire ancor più McClellan. Toombs riprese l'attacco la mattinata successiva e, malgrado avesse conseguito maggior successo rispetto al 27 giugno, i suoi uomini si ritirarono sotto un pesante fuoco d'artiglieria proveniente dalla fattoria dei Garnett.

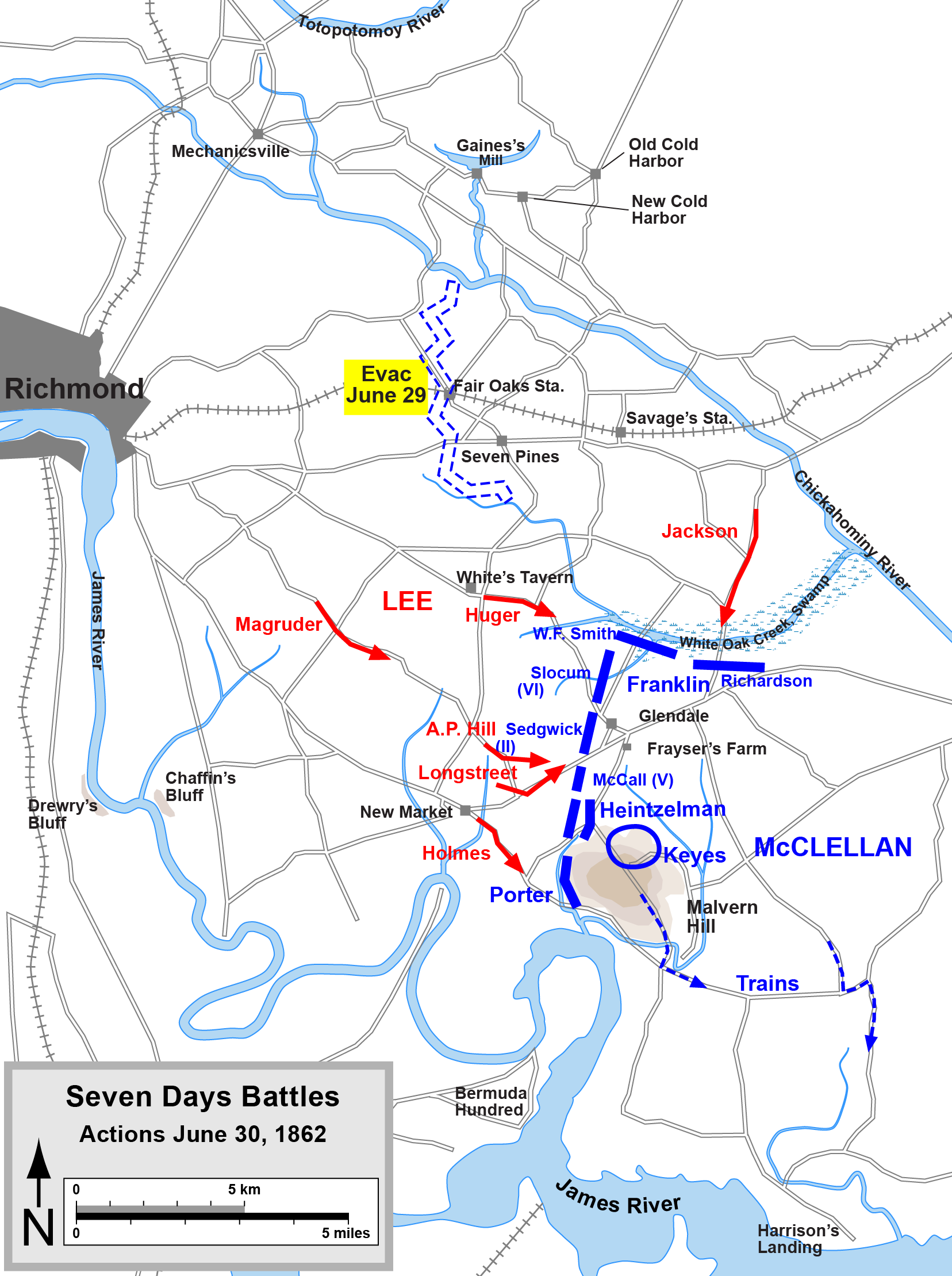
Battaglie dei Sette Giorni, 30 giugno 1862

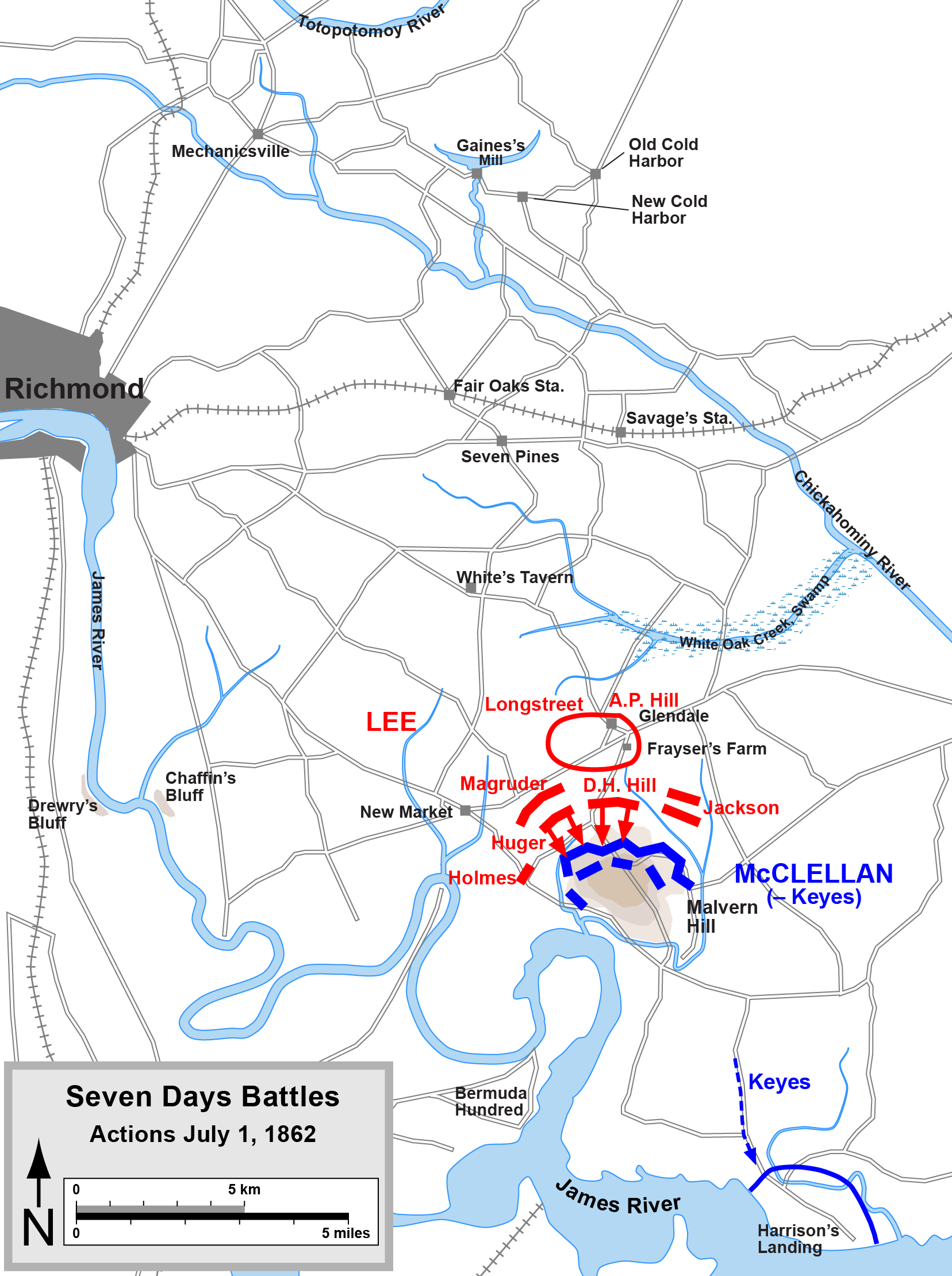
Battaglie dei Sette Giorni, 1º luglio 1862

 Battaglia di Savage's Station (29 giugno 1862) 
Poiché i corpi unionisti operavano senza poter contare sulla direzione del QG di McClellan, essi si avvicinarono alle posizioni esistenti presso la Savage's Station sulla Ferrovia Richmond & York River, preparandosi a una difficile marcia attraverso e attorno alla White Oak Swamp. Magruder si precipitò verso la retroguardia della forza unionista in quella stazione ferroviaria. Era stato lento nell'organizzare l'attacco ma fu abile nell'attuarlo contro i Corpi di Sumner e la Divisione di Baldy Smith a metà pomeriggio. Si aspettava di essere aiutato da un momento all'altro da Jackson ma, per la terza volta in quella Campagna, Jackson non riuscì a sopraggiungere. Aveva infatti passato l'intera giornata del 29 giugno a far riposare i suoi uomini e a ricostruire un ponte sul Chickahominy, anche se un guado percorribile era a disposizione nelle vicinanze. Gli assalti di Magruder furono respinti e i Corpi unionisti furono in grado di sfuggire, essenzialmente per il ritardo di Jackson. A mezzogiorno del 30 giugno, tutta l'Armata del Potomac aveva superato il White Oak Swamp Creek ma, per la ritirata non coordinata, si sviluppò un collo di bottiglia a Glendale.
 Battaglia di White Oak Swamp (30 giugno 1862) 
La retroguardia dell'Unione, al comando di Franklin, arrestò le Divisioni di Jackson nel momento in cui esse attraversavano il ponte sul White Oak, col risultato che vi fu un duello di artiglieria, mentre la battaglia principale infuriava due miglia più a sud di Glendale. La battaglia di White Oak Swamp è sovente considerata come parte dello scontro sviluppatosi a Glendale.
 Battaglia di Glendale (30 giugno 1862) 
Lee ordinò alla sua Armata di convergere sul collo di bottiglia formato dalle forze unioniste a White Oak Swamp, presso la fattoria dei Frayser (altro nome questo dato alla battaglia). Una volta di più il piano di Lee fu malamente eseguito. Huger fu rallentato da ostacoli frapposti sul cammino di Charles City e non riuscì a partecipare alla battaglia. Magruder marciò intorno in modo inconcludente. Jackson ancora una volta si spostò lentamente e passò l'intero giorno a nord del piccolo corso d'acqua, facendo solo deboli sforzi per attraversarlo e attaccare Franklin. Lee, Longstreet e il Presidente della C.S.A., Jefferson Davis, che era giunto a visitare il posto osservarono lo svolgersi delle azioni dai loro cavalli mentre restavano esposti a un pesante scambio di colpi d'artiglieria finché il gruppo s'allontanò con due uomini feriti e tre cavalli uccisi. La guerra avrebbe potuto avere un esito abbastanza diverso se gli ignari serventi ai pezzi dell'Unione avessero saputo l'identità dei loro potenziali obiettivi.
A causa di contrattempi, solo A.P. Hill e Longstreet ebbero l'opportunità di attaccare. Longstreet conseguì scarsi risultati, inviando Brigata dopo brigata in modo frammentario invece di colpire con forze concentrate come avrebbe imparato a fare in futuro. Essi nondimeno colpirono la divisione di George McCall e la obbligarono a retrocedere, ma la loro avanzata fu subito bloccata da rinforzi unionisti. I generali McCall e John F. Reynolds furono entrambi fatti prigionieri nel corso della battaglia; Meade, Sumner, Anderson, Featherston e Pender furono feriti.
 Battaglia di Malvern Hill (1º luglio 1862) 
La battaglia finale dei sette giorni fu la prima in cui l'esercito dell'Unione occupava il terreno in modo ad essa favorevole. Malvern Hill offriva un buon punto d'osservazione e una buona posizione alle artiglierie. I campi aperti a nord potevano essere spazzati dal letale fuoco dei 250 cannoni piazzati dal Col. Henry J. Hunt, il comandante delle artiglierie di McClellan. Dietro questo spazio il terreno era acquitrinoso e fittamente alberato. Piuttosto che attaccare la posizione di fianco, Lee la attaccò direttamente, sperando che la sua artiglieria avrebbe spazzato la via per un successivo fortunato attacco della fanteria (come egli avrebbe tentato di fare anche l'anno successivo con la carica di Pickett a Gettysburg). L'artiglieria unionista era superiore quanto a piazzamento ed esperienza e il suo fuoco di controbatteria mise fuori uso numerosi cannoni confederati. Lee rinunciò al suo attacco ma nel tardo pomeriggio s'avvide di movimenti di truppe unioniste e, dando per scontato esse stessero attuando un arretramento, ordinò un altro attacco. Esso fu infelicemente condotto e in modo frammentario, con attacchi separati portati da D.H. Hill, Jackson e infine da Huger. A.P. Hill e Longstreet non furono dispiegati in battaglia. Porter, l'ufficiale più anziano in servizio sulla collina durante l'assenza di McClellan, respinse gli attacchi con facilità. D.H. Hill scrisse in seguito: «Non fu una guerra; fu un omicidio». L'armata di Lee patì più di 5.000 perdite (contro 3.200 dell'Unione) in questo sforzo sprecato e si ritirò alla volta di Richmond, mentre l'armata unionista completava il suo ritiro a Harrison's Landing.

## Conseguenze
Le battaglie dei sette giorni misero fine alla Campagna peninsulare. L'Armata del Potomac s'accampò intorno a Berkeley Plantation, luogo di nascita di William Henry Harrison, restando in tale posizione di relativa sicurezza sul fiume James, protetta dal fuoco delle cannoniere dell'Unione, soffrendo però per il caldo, l'umidità e le malattie. In agosto essa si ritirò su ordine del Presidente Abraham Lincoln per rinforzare l'Armata della Virginia nella Campagna della Virginia settentrionale, partecipando alla seconda Bull Run (seconda Manassas).
Le perdite su entrambi i fronti furono spaventose. L'Armata della Virginia Settentrionale di Lee patì circa 20.000 perdite (3.478 uccisi, 16.621 feriti, 875 catturati o dispersi) su un totale di più di 90.000 soldati impegnati nei Sette Giorni. McClellan riportò perdite di circa 16.000 uomini (1.734 uccisi, 8.062 feriti e 6.053 catturati o dispersi) su un totale di 105.445 soldati. Malgrado la loro vittoria, numerosi Confederati furono colpiti dalle perdite subite.
Gli effetti delle battaglie dei sette giorni furono di vasta portata. Dopo un avvio positivo nella Penisola del Virginia che prometteva di mettere rapidamente fine alla guerra, il morale dei nordisti fu avvilito dalla ritirata di McClellan. Malgrado severe perdite e una cattiva condotta tattica da parte di Lee e dei suoi generali, il morale confederato salì alle stelle e Lee fu incoraggiato a proseguire nella sua strategia offensiva con la Seconda Bull Run/Manassas e la Campagna del Maryland. La precedente posizione di McClellan di generale comandante in capo di tutti gli eserciti dell'Unione, vacante a partire da marzo, fu ripristinata l'11 luglio 1862, con la nomina del maggior generale Henry W. Halleck, sebbene McClellan conservasse il comando dell'Armata del Potomac.
Dal canto suo, Lee avrebbe reagito alla condotta espressa dai suoi subordinati con una riorganizzazione della sua Armata e avrebbe costretto Holmes e Magruder a operare fuori della Virginia.